# 제1대 판첸 라마

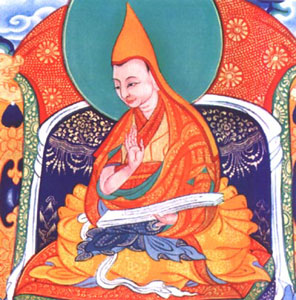
제1대 판첸 라마

케줍제 게렉빠상(1385~1438)은 티베트 불교의 지도자이다. 후에 제1대 판첸 라마로 추존되었다. 그는 지혜를 관장하는 부처의 화신으로 여겨졌다.

## 추존
제5대 달라이 라마가 케줍제 게렉빠상을 제4대 판첸 라마의 전생자로 지목했고, 이로 인해 그는 다른 판첸 라마들과 같이 아미타불의 화신으로 여겨지게 된다. 전통적으로 아미타불의 화신은 케줍제 전에도 인도인 4명, 티베트인 3명이 더 있었다고 믿어진다. 아미타불의 최초 화신은 석가모니 시대까지 거슬러 올라가, 석가모니 부처의 제자였다고 생각되었다.
케줍제 게렉빠상은 대단한 카리스마를 지니고 있었고, 학문에도 높은 수준의 이해를 보여주었다고 한다. 그는 또한 제1대 달라이 라마의 교육에도 참여하였다.